# ラファウ・ムラフスキ
ラファウ・ムラフスキ（Rafał Murawski、1981年10月9日 - ）は、ポーランド出身の元サッカー選手。現役時代のポジションはミッドフィールダー（守備的ミッドフィールダー）。

## 経歴

### クラブ
MRKSグダニスクやゲダニア・グダニスクの下部組織で育ち、2000年にアルカ・グディニャと契約を結んだ。
2005年、エクストラクラサのアミカ・ウロンキに移籍し、同年3月19日に行われたレギア・ワルシャワ戦でリーグデビューを果たした。
2005年、エクストラクラサのレフ・ポズナンに移籍。
2009年夏、ロシア・プレミアリーグのFCルビン・カザンに移籍した。契約期間は3年。ルビン・カザンでは2009年のリーグ優勝に貢献し、UEFAチャンピオンズリーグ 2009-10のグループステージに出場した。
2011年1月、古巣のレフ・ポズナンに移籍した。契約期間は3年半で移籍金は100万ユーロ（約1億1000万円）と推定されている。なお、ルビン・カザンで2010-11シーズン中にUEFA主催の国際大会への出場歴があったため、移籍先のレフ・ポズナンが勝ち残っていたUEFAヨーロッパリーグ 2010-11への出場はかなわなかった。
2014年2月、MKSポゴニ・シュチェチンへ移籍した。契約期間は2年半。

### 代表
ポーランド代表としては2006年11月15日に行われたUEFA EURO 2008予選のベルギー代表戦でデビュー。2007年11月21日に行われた同予選のセルビア代表戦では代表初得点を挙げた。その後、UEFA EURO 2008やUEFA EURO 2012の最終登録メンバーに選ばれるなど、国際Aマッチ48試合に出場した。

## 獲得タイトル
- FCルビン・カザン
  - ロシアサッカー・プレミアリーグ: 1 (2009)
  - CISカップ：1 (2010)
  - ロシア・スーパーカップ：1 (2010)